# Thomas Collmer
Thomas Collmer (geb. 11. August 1956 in Friedrichshafen; gest. 16. Oktober 2023 in Hamburg) war ein deutscher Philosoph, Literaturwissenschaftler und Schriftsteller. Er lebte in Hamburg und Ahrensburg.

## Leben
Thomas Collmer studierte Philosophie, Soziologie und Klassische Philologie (Latein) an der Universität Hamburg (u. a. bei Ulrich Steinvorth und Herbert Schnädelbach). Er promovierte 1991 in Philosophie mit seiner Arbeit Aktuelle Perspektiven einer immanenten Hegel-Kritik. In seinen philosophisch-wissenschaftlichen Arbeiten verfolgte Collmer das Ziel einer kritischen Weiterentwicklung der dialektischen Theorie und Methode. Dabei versuchte er Elemente einer Hegel-Lektüre „mit Hegel gegen Hegel“, eines offenen, pluralen Marxismus und der Kritischen Theorie sowie des Poststrukturalismus und der Systemtheorie zu integrieren.
Der Grundgedanke seiner drei Hegel-Bücher ist, Dialektik auf das Prinzip der 'Negativität' umzustellen und damit 'offen' zu konstruieren, dabei die Hegelsche Begriffslogik mit der Wesenslogik zu kritisieren.
Ein weiterer Arbeitsschwerpunkt war die US-amerikanische Literatur. So entstanden Studien zu Edgar Allan Poe, William S. Burroughs und Jim Morrison. Diese literaturwissenschaftlichen Arbeiten versteht Collmer als Anwendungen und Bestandteile seines Dialektik-Konzeptes. Er schrieb Romane, Kurzgeschichten und Gedichte. Er war Mitherausgeber von Rollercoaster, einer 1998 gegründeten kleinen Zeitschrift für Philosophie (insbesondere Dialektik), Soziologie, Literatur und Kunst.
Collmer war 1994, 1995 und 1997 Lehrbeauftragter für Philosophie an der Universität Hamburg und arbeitete später für das Bildungsprojekt 'Freie Uni' des Arbeitskreises Lokale Ökonomie Hamburg. 2016 – 2019 setzte er sich mit dem Buddhismus auseinander.

## Werke
- Worauf der Schmetterlingstraum des Dschuang Tse hinweist. Versuch einer Annäherung vom westlichen Standpunkt aus. Dokan Press, Hamburg 1988
- Aktuelle Perspektiven einer immanenten Hegel-Kritik. Negative Totalisierung als Prinzip offener Dialektik. Focus-Verlag, Gießen 1992, ISBN 3-88349-398-8
- Pfeile gegen die Sonne. Der Dichter Jim Morrison und seine Vorbilder. Maro-Verlag, Augsburg 1994, ISBN 3-87512-148-1; überarbeitete, aktualisierte & erweiterte Neuausgabe ebd. 1997, ISBN 3-87512-149-X; 2. (...) Neuausgabe ebd. 2002 ISBN 3-87512-149-X; 3. überarbeitete und um ein langes Nachwort ergänzte Ausg. in 2 Bänden ebd. 2009, ISBN 978-3-87512-154-4
- Poe oder der Horror der Sprache. Maro-Verlag, Augsburg 1999, ISBN 3-87512-151-1
- Ring ohne Mitte (Prosa & Lyrik). Selbstverlag, Hamburg 1999, ISBN 3-00-004517-1
- Hegels Dialektik der Negativität. Untersuchungen für eine selbst-kritische Theorie der Dialektik: „selbst“ als „absoluter“ Formausdruck, Identitätskritik, Negationslehre, Zeichen und ‚Ansichsein‘. Focus-Verlag, Gießen 2002, ISBN 3-88349-501-8.
- Cut-up und Dialektik – Ein Vortrag. Stadtlichter Presse, Wenzendorf 2009, ISBN 978-3-936271-48-5
- Der Mondbewohner – Ein Kurzroman. Stadtlichter Presse, Wenzendorf 2010, ISBN 978-3-936271-50-8
- William S. Burroughs, Exorzist des Wortes. Stadtlichter Presse, Wenzendorf 2011, ISBN 978-3-936271-53-9
- Hegel und Gödel. Stadtlichter Presse, Wenzendorf 2011, ISBN 978-3-936271-54-6
- Friedhofsruhe – Experimenteller Roman. Stadtlichter Presse, Wenzendorf 2011, ISBN 978-3-936271-57-7
- Negativität bei Hegel und Schopenhauer – Drei Aufsätze. Stadtlichter Presse, Wenzendorf 2011, ISBN 978-3-936271-60-7
- Nietzsches Experimental-Philosophie. Stadtlichter Presse, Wenzendorf 2012,  ISBN 978-3-936271-64-5
- Bruchstücke zu einer offenen Dialektik: Aufsätze zu Hegel, Marx, Adorno, Luhmann, Lacan, Deleuze, Derrida und anderen. Stadtlichter Presse, Wenzendorf 2013, ISBN 978-3-936271-66-9
- „bevor das ganze Scheißhaus in Flammen aufgeht.“ Zwei Beiträge zu Jim Morrison, Stadtlichter Presse, Wenzendorf 2013, ISBN 978-3-936271-72-0
- Bruchstücke zu einer offenen Dialektik II: Aufsätze zu Descartes, Hegel, Nietzsche, Kafka, Marcuse, Deleuze & Guattari und anderen. Verlag Thomas Collmer, Ahrensburg 2016
- Die Leerheit – Experimenteller Roman. Verlag Thomas Collmer, Ahrensburg 2019
- Supplement zu "Pfeile gegen die Sonne" Maro Verlag, Augsburg 2021
- Landschaft mit Leopard. Gedichte Verlag Thomas Collmer, Ahrensburg 2022
- Streiflichter Gedichte, Aphorismen und ein Essay Verlag Thomas Collmer, Ahrensburg 2023

## Veröffentlichungen
- „It hurts to set you free“: Jim Morrisons Rock-Psychodrama „The End“ als rituelles Scheitern. In: Erhard Dahl & Carsten Dürkob (Hrsg.): Rock-Lyrik. Exemplarische Analysen englischsprachiger Song-Texte. Verlag Die Blaue Eule, Essen 1989, ISBN 3-89206-294-3, S. 156–187.
- Strukturgesetze des Kapitalismus heute. In: Marxistische Blätter. Nr. 5/1991, Oktober 1991, S. 73–78.
- Das „falsche Ganze“ und die Totalisierung der Wertform. Zur Aktualität Adornos und Sohn-Rethels. In: Z. Zeitschrift Marxistische Erneuerung. Nr. 10, Juni 1992, S. 138–154.
- Natur und Dialektik. in: Marxistische Blätter. Nr. 1/1994, Februar 1994, S. 49–63.
- Hegel zur Dialektik von Selbstbestimmung und Fremdbestimmtheit. Reflexion als objektive Struktur: ein Kernstück dialektischer Methodologie. In: Z. Zeitschrift Marxistische Erneuerung. Nr. 27, September 1996, S. 45–57 (Teil I); und Nr. 28, Dezember 1996, S. 141–153 (Teil II).
- Die Wunschmaschine als Herausforderung der Dialektik. Eine neue Lektüre von Deleuze & Guattari, „Anti-Ödipus. Kapitalismus und Schizophrenie I“. In: Z. Zeitschrift Marxistische Erneuerung. Nr. 35, September 1998, S. 199–212 (Teil I); Nr. 36, Dezember 1998, S. 145–161 (Teil II).
- Plurale Verweigerungsformen gegen Fremdbestimmtheit der Bedürfnisse. Ein Aktualisierungsversuch zu Herbert Marcuse. In: ROLLERCOASTER #2, Januar 1999, S. 8–67.
- Post-Underground. Wo geht’s raus aus der toten Zone? In: ROLLERCOASTER #3, Dezember 2000; gekürzt in Florian Vetsch (Hrsg.): Ploog Tanker. Texte von & zu Jürgen Ploog. Rohstoff-Verlag, Herdecke 2004, ISBN 3-935346-23-9, S. 358–373.
- Hegels Begriff der Negativität. In: Z. Zeitschrift Marxistische Erneuerung. Nr. 65, März 2006, S. 174–184 (Teil I); Nr. 66, Juni 2006, S. 144–151 (Teil II).
- Das unerträgliche Geschwätz der Ordnungsmacht. Ein Gespräch über Edgar Allan Poe. In: Die Brücke. Nr. 150, Januar/Februar/März 2009, S. 66–70.
- Identität und Selbstorganisation in „Das Totenschiff“ und „Die Baumwollpflücker“. In: Mathias Brandstädter & Matthias Schönberg (Hrsg.): Neue 'BT-Mitteilungen'. Studien zu B. Traven. Kramer, Berlin 2009, ISBN 978-3-87956-333-3, S. 186–237.
- Wie uns der Dritte Band von Marx’ „Das Kapital“ zu einem besseren Verständnis der globalen Finanz- und Wirtschaftskrise 2008/09 verhelfen kann. In: ROLLERCOASTER #5, Juli 2009, S. 3–29.
- Das Gehirn als Modell des Ich. Zu Jürgen Ploogs Roman/Antiroman 'Undercover', in: ROLLERCOASTER #6: Jürgen Ploog Special, November 2009, S. 80–90.
- Verborgener Sinn und Mystifikation. Zu Jürgen Ploogs Essay 'Simulatives Schreiben', in: ROLLERCOASTER #6: Jürgen Ploog Special, November 2009, S. 94–109.
- Gedanken zum Thema Wahrheit, in: DIE BRÜCKE Nr. 155, Sept. – Dez. 2010, S. 27–55.
- Soziologische Systemtheorie und Dialektik, in: ROLLERCOASTER #7: Dezember 2010, S. 67–77.
- Was können wir der Luhmannschen Systemtheorie bezüglich der von Menschen geschaffenen Klimaproblematik entnehmen?, in: ROLLERCOASTER #7:  Dezember 2010, S. 67–77.
- Okologische Aspekte bei William Burroughs.  In: Die Brücke, Nr. 159, Januar – April 2012, S. 62–64.
- Kann Jim Morrisons Tod mittlerweile als endgültig aufgeklärt gelten? Ein Diskussionsbeitrag zu Heinz Gerstenmeyer, "Der mysteriöse Tod von Jim Morrison", in: DIE BRÜCKE Nr. 160, Mai – August 2012, S. 54–63.
- Ein Zusatz zum Thema 'Hegels Begriff der Negativität': Die strikte Antinomie als Kern der Hegelschen Negation der Negation. In: ROLLERCOASTER # 10, Mai 2017, S. 31–53.
- Die brahmanisch-hinduistische Atman-Lehre und die buddhistische Zurückweisung eines Ich bzw. Selbst vor dem Hintergrund narzissmustheoretischer und -kritischer Überlegungen. In: ROLLERCOASTER # 10, Mai 2017, S. 54–81.
- Negative Dialektik im Buddhismus. Notizen zu Nagarjuna. Die Philosophie der Leere. In: ROLLERCOASTER # 10, Mai 2017, S. 82–91.
- Zur Kritik an von Menschen verursachter ökologischer Zerstörung bei Karl Marx. 2019 auf der Website: [www.thomascollmer.de]
- Hölderlin – Selbstverlust und Aufbruch ins Offene. 2020 auf der Website: [www.thomascollmer.de]